# Коптево (Сафоновский район)
Ко́птево — деревня  в  Смоленской области России,  в Сафоновском районе. Население – 21 житель (2007 год)  .  Расположена в центральной части области западнее от города Сафонова, в 2,5 км южнее автодороги М1 «Беларусь».  Входит в состав Вышегорского сельского поселения.  

## История
Упоминается в духовной грамоте князя Ивана III-го в 1503 году. В годы Великой Отечественной войны деревня была оккупирована гитлеровскими войсками в сентябре 1941 года, освобождена в 1943 году.

Садово-огороднические товарищества .